# Smith Center
Smith Center is een plaats (city) in de Amerikaanse staat Kansas, en valt bestuurlijk gezien onder Smith County.

## Demografie
Bij de volkstelling in 2000 werd het aantal inwoners vastgesteld op 1931.
In 2006 is het aantal inwoners door het United States Census Bureau geschat op 1684, een daling van 247 (-12,8%).

## Geografie
Volgens het United States Census Bureau beslaat de plaats een oppervlakte van
3,0 km², geheel bestaande uit land. Smith Center ligt op ongeveer 547 m boven zeeniveau.

## Geboren
- Roscoe Arbuckle (1887-1933), filmacteur, regisseur

## Plaatsen in de nabije omgeving
De onderstaande figuur toont nabijgelegen plaatsen in een straal van 24 km rond Smith Center.